# Kostel Nanebevzetí Panny Marie (Mladá Boleslav)
Kostel Nanebevzetí Panny Marie v Mladé Boleslavi je arciděkanský farní kostel uzavírající svým průčelím mladoboleslavské Staroměstské náměstí. Kostel je v jádru goticko-renesanční a na jeho reformační minulost dosud upomíná kalich v kružbě jednoho z oken hlavního průčelí i kalich v klenáku portálu do ulice 9. května. Po barokní přestavbě kostel spolu s budovou arciděkanství tvoří architektonický celek. Je chráněn jako kulturní památka.

## Historie

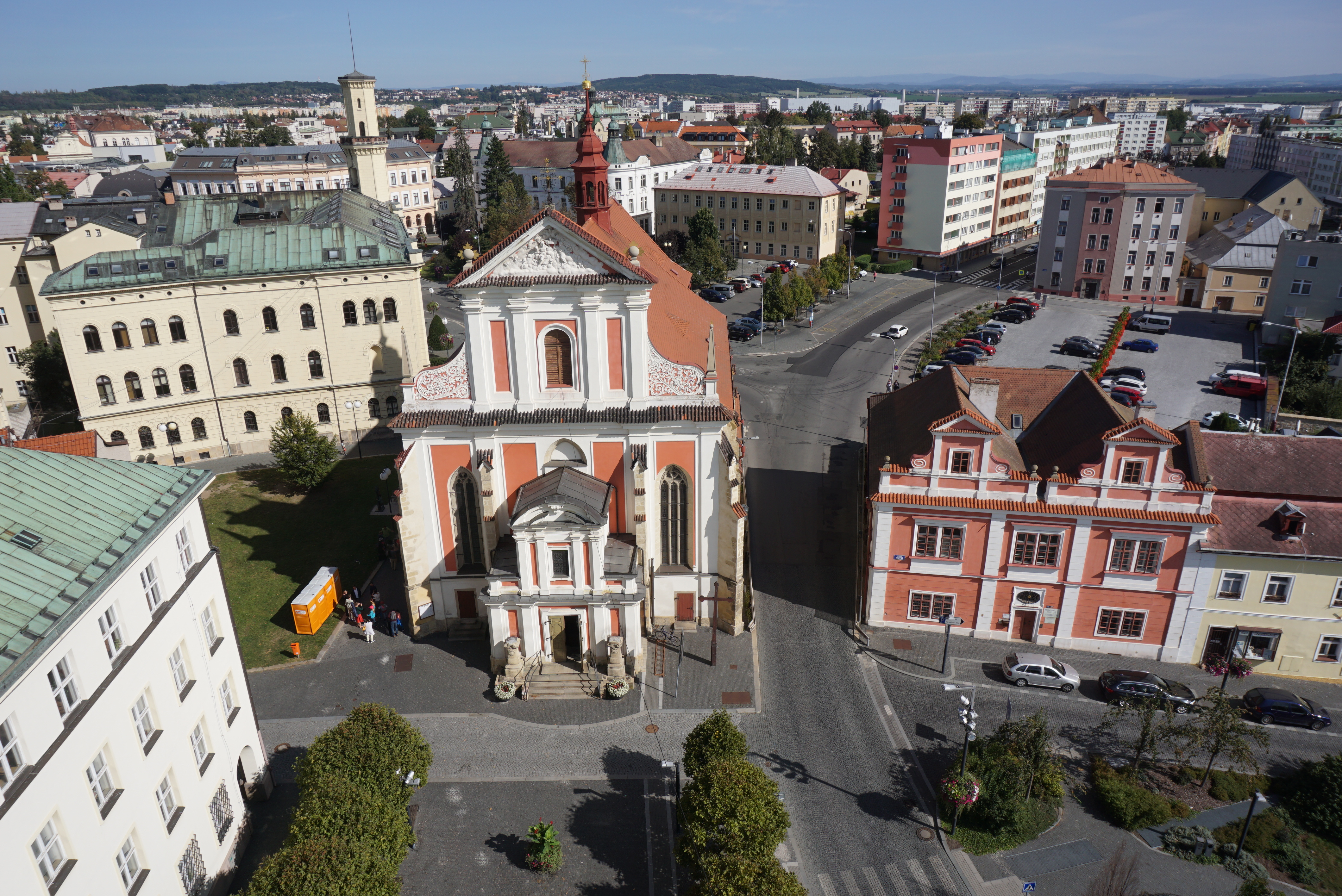
Barokní kostel Nanebevzetí Panny Marie a budova fary.

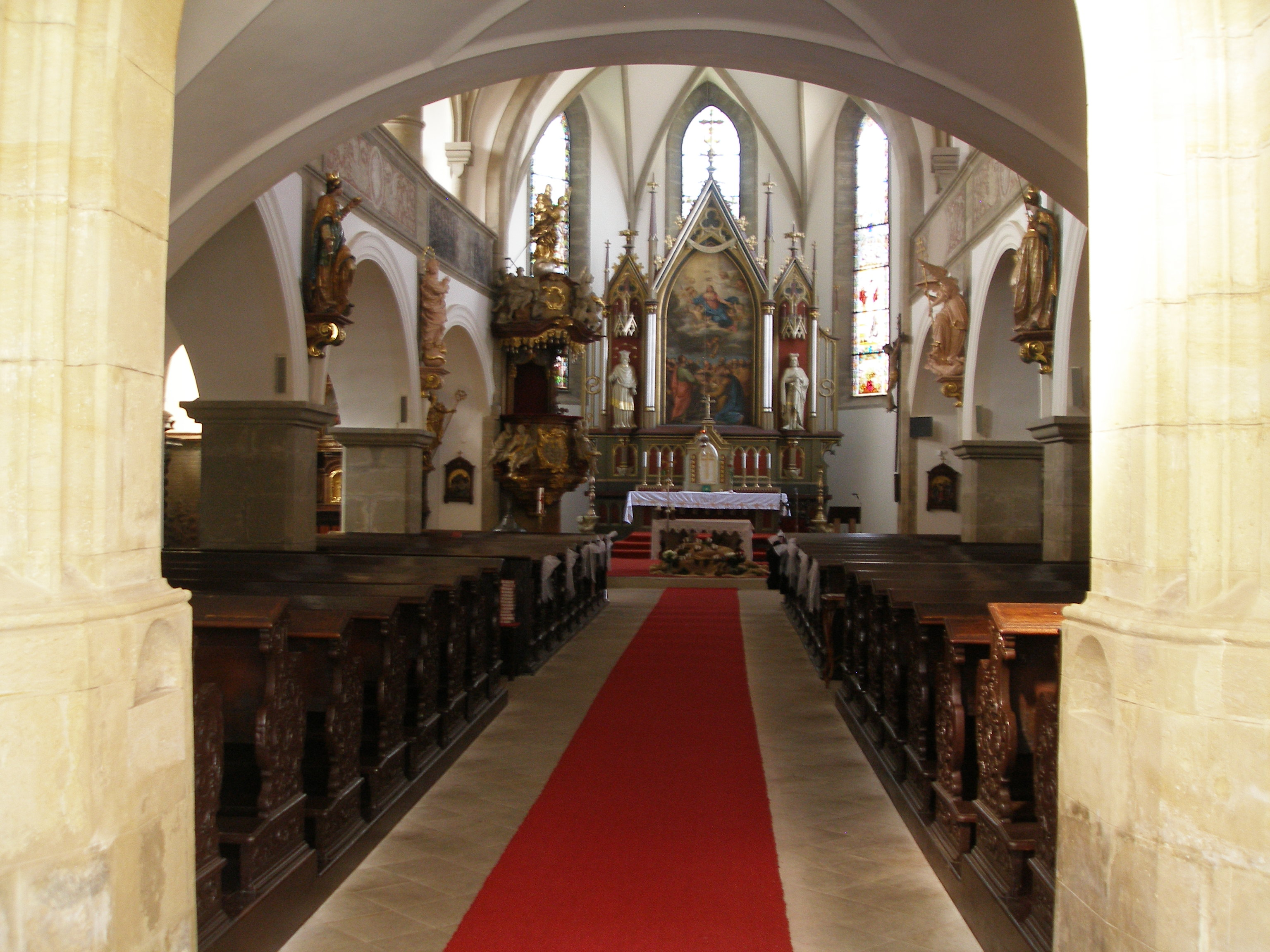
Interiér kostela

Podle Hájkovy kroniky zde byl původně dřevěný kostel. Ten byl postaven současně s hradem za doby Boleslava II. Pobožného. Arciděkanský kostel byl založen po roce 1406, ve zdivu dokončen v polovině 15. století a vyhořel roku 1538. Opraven a sklenut byl roku 1566. Až do doby pobělohorské byl hlavním kostelem české církve podobojí ve městě. V roce 1623 byl upraven pro potřeby římskokatolické církve; byl mimo jiné zničen kalich ve štítu. Částečně zbarokizován roku 1665. Dále byl barokizován v letech 1701-1702 a roku 1761. V letech 1906-1908 byl restaurován.

## Architektura
Jedná se původně o pozdně gotické síňové trojlodí s širokým, polygonálně zakončeným presbytářem, které bylo založeno po roce 1406 a dobudované do poloviny 15. století. Kostel byl nově přestavěn po požáru v roce 1538. V roce 1566 vznikly i současné klenby. Během barokních zásahů v 17. a 18. století bylo postaveno barokní průčelí s tabulovým štítem a patrová předsíň, která je dílem M. Rossiho z let 1701-1702. Dále dva páry mělkých obdélných kaplí, které jsou umístěny po stranách bočních lodí mezi opěrné pilíře. Dochovaly se též tři hrotité portály, původní gotická okna v presbytáři a dvě gotická okna s kružbami v bočních lodích kostela. Ostatní okna půlkruhových tvarů jsou dílem barokní přestavby. Presbytář, stejně jako loď jsou opatřeny opěráky. Presbytář má žebrovou hvězdicovou klenbu a přilehlá sakristie má klenbu křížovou. Hlavní loď má valenou klenbu se síťově uspořádanými žebry. Boční lodi mají klenbu křížovou, stejně jako prostor pod tribunami v bočních lodích.

## Vybavení
Sochařská výzdoba je z větší části dílem Josefa Jiřího Jelínka z Kosmonos. Zachovala se i gotická cínová křtitelnice s postavami světců z roku 1489. Kostelní lavice jsou barokní z období kolem roku 1730.